# Pseudopaludicola giarettai
Pseudopaludicola giarettai es una especie de anfibio anuro de la familia Leptodactylidae.

## Distribución geográfica
Esta especie es endémica de Brasil. Se encuentra desde el noreste de Goiás hasta el centro de Minas Gerais.

## Etimología
Esta especie lleva el nombre en honor a Ariovaldo Antônio Giaretta.

## Publicación original
- Carvalho, 2012: A new species of Pseudopaludicola Miranda-Ribeiro (Leiuperinae: Leptodactylidae: Anura) from the Cerrado of southeastern Brazil with a distinctive advertisement call pattern. Zootaxa, n.º 3328, p. 47-54.[3]